# Niezależny Kościół Malabarski
Niezależny Kościół Malabarski – jeden z autokefalicznych przedchalcedońskich Kościołów wschodnich działający głównie na terenie Indii. Należy do grupy Chrześcijan św. Tomasza i sięga tradycją I wieku.

## Historia
Jako Kościół niezależny powstał po schizmie, do której doszło na łonie Malankarskiego Kościoła Ortodoksyjnego w 1772. Powodem były nieporozumienia z patriarchą syryjskim, który mianował biskupa bez zgody malankarskiego metropolity.
Kościół liczy ok. 35 tys. wiernych.